# Listen to What the Man Said
Listen to What the Man Said è un brano musicale di Paul McCartney & Wings contenuto nell'album Venus and Mars del 1975, e pubblicato come singolo lo stesso anno.

## Il brano
La canzone è la prima a vedere la presenza del nuovo batterista del gruppo Joe English; fra i musicisti ospiti compaiono Dave Mason alla chitarra e Tom Scott al sassofono. Il brano venne pubblicato su singolo (con Love in Song sulla B-side) ed ebbe un rilevante successo di pubblico raggiungendo il primo posto della classifica Billboard Hot 100 negli Stati Uniti.
Nonostante il singolo avesse raggiunto il 1º posto in classifica negli Stati Uniti e la posizione numero 6 in Gran Bretagna, il brano non venne incluso nella prima raccolta di successi degli Wings, Wings Greatest, ma soltanto nelle raccolte successive.

### Registrazione
Listen to What the Man Said venne registrata dal gruppo tra il 16 gennaio e il 24 febbraio 1975, durante le sessioni di registrazione tenutesi a New Orleans per l'album Venus and Mars. Le sessioni per Venus and Mars si tennero immediatamente dopo quelle svoltesi a  Nashville, dove gli Wings avevano registrato il loro singolo di successo Junior's Farm e la relativa B-side Sally G.

## Tracce singolo
1. Listen to What the Man Said (Paul McCartney) - 3:57
2. Love in Song (Paul McCartney) - 3:04

## Cover
L'ex membro degli Wings Denny Laine reincise Listen to What the Man Said nel 2007 per il suo album Chronicles of Wings. Lo stesso anno, Freedy Johnston reinterpretò la canzone nell'album My Favourite Waste of Time.